# Sección de Damas de la Virgen de la Soledad (Zamora)
La Sección de Damas de la Virgen de la Soledad está integrada en la Cofradía de Jesús Nazareno, de Zamora. Procesiona en la Semana Santa de la ciudad, en la tarde del Sábado Santo.

## Historia
La Cofradía de Jesús Nazareno fue fundada en 1651. La Sección de Damas de la Virgen Soledad, fundada como tal en 1946, tiene actualmente unas 3500 damas

## Imágenes
La Virgen de la Soledad. Imagen de vestir de tamaño natural, de serena belleza, acusado realismo, y composición no alejada de la tradicional de las vírgenes dolorosas, si bien con rostro y manos más bajas.
Tallada en madera de pino por el imaginero zamorano Ramón Álvarez por encargo de D. Joaquín Muñiz Arribas que la donó a la Cofradía de Jesús Nazareno, saliendo por primera vez en 1886. En la procesión viste túnica y manto de merino negro, toca y puños blancos con encaje; ciñe su cintura con un cordón de hilos de oro. Su cabeza se toca con una sencilla corona de oro, plata, platino y piedras preciosas. A diario luce otra de metal dorado, con pedrería de fantasía.
En la procesión va colocada sobre mesa de caoba, realizada según diseño de D. Cesáreo Pedrero Mozo, tallada por Gerardo Fernández Gastalver en 1948.

## Hábito
Las damas visten luto riguroso, con una capa negra con capuchón, con medalla distintiva y portando tulipa de cristal.

## Procesión
Se celebra en la tarde del Sábado Santo. La Cofradía de Jesús Nazareno de Zamora tiene como principal imagen de devoción a María Santísima de la Soledad. En 1909 fue llevada por primera vez al término de la procesión del Viernes Santo a la Iglesia de la Concepción. Realizada la vela, la Virgen regresaba a su templo en procesión popular. En esta manifestación espontánea reside el origen de la procesión de la tarde del Sábado Santo.
Se inicia a las ocho de la tarde en la parroquia de San Juan, en la Plaza Mayor, recorriendo las calles céntricas de la ciudad. Abre la marcha la banda de tambores y cornetas de la Cofradía, seguida de la cruz guía, y repartidos en la carrera entre las filas se sitúan el estandarte, otra banda de cornetas y tambores, las mayordomas y una escuadra de la Policía Municipal que ostenta el título de escolta de honor, con un piquete en uniforme de gala alrededor del Paso de la Virgen.
Uno de los momentos más especiales es cuando, de vuelta a la plaza, las hermanas entonan la Salve en honor a la Virgen. A su finalización, entra de nuevo en el templo de salida mientras suena el himno de España y todas las tulipas relucen en la oscuridad de la noche zamorana.